# Grand Prix Circuit
Grand Prix Circuit este un joc de curse cu mașini de Formula 1 lansat pentru ZX Spectrum, PC, Apple IIGS, Commodore 64 și Amstrad CPC. A fost lansat de Accolade în 1988. Jocul are trei moduri de joc (practice, single event și championship) și cinci nivele de dificultate. La proiectarea sa a participat și Don Mattrick, acum CEO al companiei Zynga. A fost primul joc de curse cu mașini jucat de Kazunori Yamauchi, inventatorul seriei Gran Turismo.

## Mașinile
- McLaren MP4/4 (Honda 1.5L V6 turbo - 790 bhp (589 kW; 801 PS))
- Williams FW12C (Renault 3.5L V8 - 735 bhp (548 kW; 745 PS))
- Ferrari F1/87/88C (Ferrari 3.5L V12 - 680 bhp (507 kW; 689 PS))

## Circuite
- Jacarepaguá Circuit -  Brazilia
- Circuitul Monaco -  Monaco
- Circuitul Gilles Villeneuve -  Canada
- Circuitul stradal Detroit -  Detroit
- Silverstone -  Marea Britanie
- Hockenheim -  Germania
- Monza -  Italia
- Suzuka  Japonia